# 馬鴻文
馬鴻文，祖籍廣東潮陽，潮籍富豪馬介璋之次子，深圳市政協委員馬鴻銘之弟，中共政治人物、政协湖南省第十一丶十二届委员会委员、 美國註冊土木工程師。  

## 生平
毕业于戴維斯加利福尼亞大學土木工程系理學士。現任佳寧娜集團控股有限公司執行董事丶佳宁娜食品(深圳)有限公司董事丶昆明佳宁娜食品有限公司董事局主席、佳寧娜佛山企業有限公司董事、佳寧娜餐飲與食品部（大中華區）執行董事、以及若干佳寧娜企業附屬丶關聯公司董事，香港商人、香港九龍潮州公會青年委員會成員